# Clean Up
Clean Up is het vierde album van de Nederlandse zangeres Ilse Delange, uit 2003.

## Geschiedenis
Delange ging in 2001 op tournee door Nederland en ze kreeg twee Edisons, een voor zangeres nationaal (beste vrouwelijke artiest) en een voor beste Nederlandse groep/artiest(e) van het jaar 2001. Tegelijk was ze in onderhandeling om het album Livin' on love uit te brengen in Amerika. Het was een langgekoesterde droom van Delange om door te breken in Amerika. Toen de onderhandelingen stuk liepen, kreeg de zangeres last van oververmoeidheid, wat op haar stem sloeg. Ze moest daarom een optreden in Paradiso Amsterdam afbreken. Ze nam op advies van de dokter een paar maand rust. Op 25 juni stond ze weer op Parkpop.
In maart 2002 gaat ze met haar vriend en drummer Bart Vergoossen voor negen maanden naar Amerika om te werken aan een nieuw album. Ze gaat daar samenwerken met producent Bruce Gaitsch, bekend van zijn werk met Madonna, Glenn Frey, Richard Marx en Peter Cetera.
Met het album rekent ze af me haar frustraties en tegenslagen van het afgelopen jaar (Thank You, Déjà Vu). Er is tegelijk het besef dat ze verder moet (All Alone, New Beginning, Follow, Clean Up, Not waiting for you). Met Machine People stelt ze de hebzucht en winstbejag van de industrie aan de kaak: "Is It worth losing your humanity". Het nummer Nobody Really Knows gaat over de zin van het leven en het hiernamaals: "All of us wonder / Where do we go / Is it dark / Is it light / Nobody really knows". Het album sluit af met berusting, Here I Am gaat over het feit dat ze blij is met haar leven, ze ziet in dat ze precies is op de plek waar ze wil zijn: "I see it clearly now / I like where I am".
Het album Clean Up komt uit in april 2003 en bereikt de eerste plek in de album top 100,en blijft er 5 week staan. Het bereikt de gouden status. In België bereikt het album de 32e positie in de Ultra Top 2000 album chart.
Naast de gewone uitgave komt er een Limited edition digipack uit, met als extra een dvd en een Clean Up tourposter. Op de dvd staat een documentaire: The Making Of Clean Up, en een videoclip van de single Before You Let Me Go een duet met Kane. Op de achterkant van het cd boekje staat een code die te gebruiken is om een hidden track te downloaden van Delanges website. Dit kon tot 1 juli 2003.
De single komt in de Nederlandse Top 40 tot de tipparade en op nummer 61 van de Single Top 100.

## Tracklist
Album:
1. All Alone     (Ilse DeLange / Bruce Gaitsch) (03:30)
2. Thank You     (Ilse DeLange / Bruce Gaitsch) (03:20)
3. Déjà Vu       (Ilse DeLange / Bruce Gaitsch / Blue Miller) (04:33)
4. New Beginning (Ilse DeLange / Blue Miller) (04:27)
5. Heavenless    (Ilse DeLange / Bruce Gaitsch) (04:32)
6. Follow        (Ilse DeLange / Blue Miller) (04:22)
7. Clean Up      (Ilse DeLange / Blue Miller) (03:45)
8. Machine People (Ilse DeLange / Blue Miller) (04:05)
9. Not Waiting for You (Ilse DeLange / Bruce Gaitsch) (04:43)
10. No Reason to Be Shy (Ilse DeLange / Blue Miller)  (04:21)
11. Nobody Really Knows (Ilse DeLange / Blue Miller)  (04:36)
12. Here I Am     (Ilse DeLange / Blue Miller) (04:28)

Limited edition dvd:
1. Documentaire van The Making of Clean Up.
2. Videoclip van de single Before You Let Me Go een duet met Kane, live opgenomen in Ahoy Rotterdam.
3. Fotogalerij.

## Muzikanten
- Ilse Delange - Zang
- Mike Landau - Elektrische gitaar & Nylon gitaar
- Bruce Gaitsch - Akoestische gitaar
- Neil Stubenhaus - Basgitaar
- Greg Phillinganes - Piano, B-3 orgel & Wurlitzer.
- Vinnie Golaiuta - Drums & Percussie
- John "JR" Robinson - Drums (track 10, 11, & 12)
- Paulinho da Costa - Percussie (track 3, 4, 8 & 10)
- Ilse Delange, Jessie Deyo - Achtergrondzang (track 4)
- Ilse Delange, Bruce Gaitsch - Achtergrondzang (track 10)
- Dana Glover - Achtergrondzang (track 7)

Overig
- Bruce Gaitsch - producer
- Ilse Delange  - Co-producer
- Barry Beckett - Executive producer

Het album is opgenomen in de Capitol Studio B in Hollywood, CA., 
door Csaza Petocz. Petocz was ook verantwoordelijk voor het mixen van de cd.
Het album is gemasterd door Dough Sax & Robert Hadley, in The masteringlab, Los Angeles.

## Hitnotering

### NederlandseAlbum Top 100
| Hitnotering: 26-04-2003 t/m 15-05-2004 (42 week genoteerd / getoond eerste 7) | Hitnotering: 26-04-2003 t/m 15-05-2004 (42 week genoteerd / getoond eerste 7) | Hitnotering: 26-04-2003 t/m 15-05-2004 (42 week genoteerd / getoond eerste 7) | Hitnotering: 26-04-2003 t/m 15-05-2004 (42 week genoteerd / getoond eerste 7) | Hitnotering: 26-04-2003 t/m 15-05-2004 (42 week genoteerd / getoond eerste 7) | Hitnotering: 26-04-2003 t/m 15-05-2004 (42 week genoteerd / getoond eerste 7) | Hitnotering: 26-04-2003 t/m 15-05-2004 (42 week genoteerd / getoond eerste 7) | Hitnotering: 26-04-2003 t/m 15-05-2004 (42 week genoteerd / getoond eerste 7) | Hitnotering: 26-04-2003 t/m 15-05-2004 (42 week genoteerd / getoond eerste 7) |
| week:                                                                         | 1                                                                             | 2                                                                             | 3                                                                             | 4                                                                             | 5                                                                             | 6                                                                             | 7                                                                             | 8                                                                             |
| ----------------------------------------------------------------------------- | ----------------------------------------------------------------------------- | ----------------------------------------------------------------------------- | ----------------------------------------------------------------------------- | ----------------------------------------------------------------------------- | ----------------------------------------------------------------------------- | ----------------------------------------------------------------------------- | ----------------------------------------------------------------------------- | ----------------------------------------------------------------------------- |
| Positie:                                                                      | 3                                                                             | 1                                                                             | 1                                                                             | 1                                                                             | 1                                                                             | 1                                                                             | 3                                                                             |                                                                               |

### VlaamseUltratop 200Albums
| Positie: | 31 | 36 | uit |